# Maria Elisabeth Ghijben

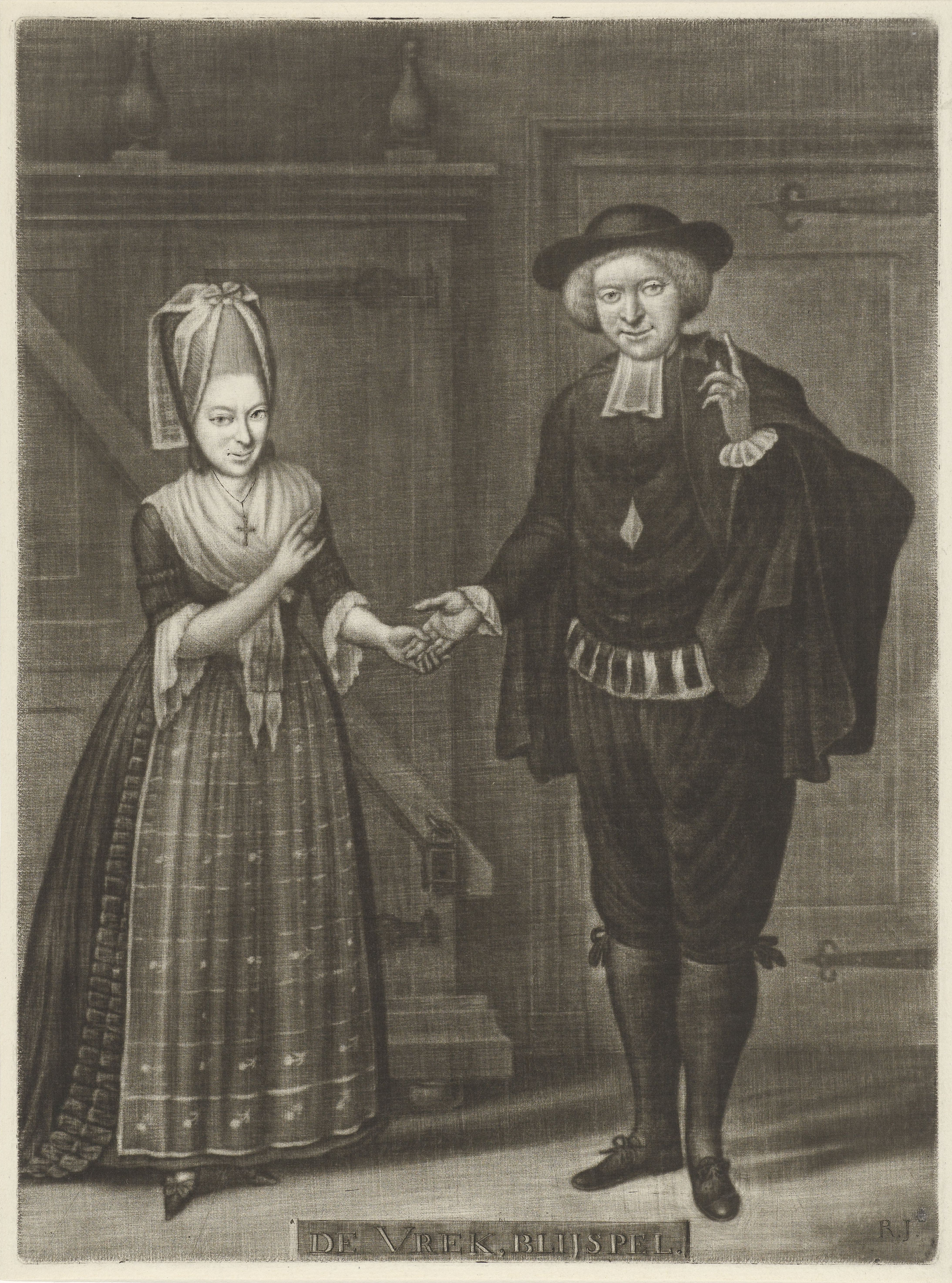
Maria Elisabeth Ghijben als „Fransijn“ mit Antony Angemeer als „Govart“ in Molières „Der Geizige“

Maria Elisabeth Ghijben, auch Jkfr. van Marle (getauft 19. März 1732 in Amsterdam; begraben 11. Juni 1800 ebenda), war eine niederländische Schauspielerin.

## Leben
Maria Elisabeth Ghijben wurde am 19. März 1732 in Amsterdam getauft. Sie war die Tochter des Austernverkäufers Robbert Ghijben (ca. 1702–nach 10-1762) und der Schauspielerin Elisabeth Mooij (1712–1759). Sie hatte eine Schwester, Cornelia, und einen Bruder, Johannes (geb. 1738). Im Jahr 1753 gewährten die Theaterregenten Maria auf Wunsch ihrer Mutter Zugang zur Stadsschouwburg Amsterdam, um sich „zu trainieren“, in der Hoffnung, dass sie „davon einen nützlichen Nutzen ziehen“ würde. Im Mai 1755 unterzeichnete Elisabeth Mooij einen Spielvertrag für sich und ihre beiden Töchter Maria und Cornelia.
Viel ist über die Bühnenkarriere von Maria Ghijbens nicht bekannt. Sie spielte bis 1759 am Amsterdamer Theater für ein Spielhonorar von 2 bis 2,25 Gulden, bei einer Jahresgage von fünfzig Gulden. Am 9. Oktober 1761 heiratete sie in Amsterdam den Schauspieler Adrianus van Marle. Möglicherweise hat sie nach ihrer Heirat für kurze Zeit mit der Schauspielerei aufgehört. 1762 wurde ihr erstes Kind, Robertus Adrianus, in Amsterdam geboren, er starb im folgenden Jahr. Im selben Jahr brachen Maria und ihr Mann, zusammen mit ihrer Schwester Cornelia und weiteren, nach Leiden auf, wo sie sich der Firma von Marten Corver anschlossen. 1764 kehrten sie alle nach Amsterdam zurück. Im Jahr 1767 blieb das Ehepaar Van Marle jedoch aus unbekannten Gründen in Utrecht, wo 1767 die Tochter Maria getauft wurde.
Sie gingen im Mai 1772 nach dem Brand des Amsterdamer Theaters nach Rotterdam, um in dem neuen Theater von Jan Punkt zu spielen. Bereits 1774 kehrten sie nach Amsterdam zurück und traten in Tragödien und Komödien am Theater am Leidseplein auf. Maria Ghijben spielte hauptsächlich Nebenrollen, wie die Vertraute der Hauptfigur. 1783 wurde sie als „eine unserer fähigsten Schauspielerinnen“ gelobt. Der Porträtmaler Rienk Jelgerhuis zeichnete sie in der Rolle der Fransijn in Molières „Der Geizige“. Maria Ghijben starb im Juni 1800, einen Monat nach ihrem Ehemann, im Alter von 68 Jahren in Amsterdam.